# Tomáš Forró
Tomáš Forró (1979–) szlovák újságíró, haditudósító és rovatvezető. Közép- és Kelet-Európa, Latin-Amerika és Dél-Ázsia régióinak válságairól és konfliktusairól tudósít, és hosszú ideje tudósít a donbászi orosz-ukrán konfliktusról, ahol sikerült mindkét fél embereinek bizalmába férkőznie, valamint az ezt követő ukrajnai orosz invázióról.

## Élete
2005-ben a pozsonyi Comenius Egyetem filozófiai karán szerzett mesterdiplomát filozófiából, és több filozófiai művet fordított szlovákra.
Több médiumnál dolgozott riporterként, többek között a szlovákiai Denník N-nél, ahol tudósított az ecuadori földrengésről, a kolumbiai polgárháborúról, a venezuelai gazdasági és elnökválságról, a guatemalai és hondurasi gyermekcsempészekről, valamint egy riportot készített a belize-i Karol Mello maffiózóval való találkozóról. Tudósított a lengyelországi és kelet-ukrajnai eseményekről is.
Jelenleg (2024) szabadúszó haditudósítóként dolgozik, és a három riportkönyvének kiadására irányuló közösségi gyűjtések a legsikeresebb kampányok közé tartoznak a StartLab platformon, a teljesítési arány a célösszeg 500-1000%-a között mozog. Cikkei és publikációi a szlovák mellett négy nyelven is megjelentek.

## Könyvei
- szerk.: N Press [Bratislava]: Donbas : svadobný apartmán v hoteli Vojna. ISBN 978-80-999250-0-8
- szerk.: N Press Bratislava: Zlatá horúčka : Venezuela : od ropnej veľmoci k úpadku ľudskej civilizácie. ISBN 978-80-8230-006-5
- szerk.: Absynt Žilina: Spev sirén : putovanie do srdca ukrajinskej vojny. ISBN 978-80-8203-480-9

### Magyarul megjelent
- Donbasz: Nászutas lakosztály a Háború Hotelben (Donbas) – Lábnyom, 2022 · ISBN 9786158111560 · fordította: Mészáros Tünde, Böszörményi Péter

## Fordítás
- Ez a szócikk részben vagy egészben  a   Tomáš Forró című szlovák Wikipédia-szócikk fordításán alapul.  Az eredeti cikk szerkesztőit annak laptörténete sorolja fel. Ez a jelzés csupán a megfogalmazás eredetét és a szerzői jogokat jelzi, nem szolgál a cikkben szereplő információk forrásmegjelöléseként.